# سنگ‌نوشته حسینقلی خان والی
سنگ نوشته حسینقلی خان والی مربوط به دوره قاجار است و در ایلام، شمال شرقی شهر واقع شده و این اثر در تاریخ ۱۷ اسفند ۱۳۸۱ با شمارهٔ ثبت ۸۰۰۲ به‌عنوان یکی از آثار ملی ایران به ثبت رسیده است.